# Приют комедиантов (фильм)
«Приют комедиантов» — художественный фильм 1995 года.

## Краткое содержание
Жизнь бывшей актрисы Нелли Евгеньевны (Лидия Смирнова) и её соседа Клима Ефремовича (Константин Воинов) прошла у моря. Теперь они доживают старость в небольшом курортном городке, коротая дни в воспоминаниях о былой молодости, ссорятся, мирятся, философствуют… Но неожиданно в их скромную обитель приезжает внучка Нелли Евгеньевны — Вика (Елена Захарова).

## В ролях
- Лидия Смирнова  — Нелли Евгеньевна
- Константин Воинов  — Клим Ефремович
- Елена Захарова — Вика
- Иван Охлобыстин — Иван
- Александр Александров — сумасшедший
- Авдотья Александрова — маска волка

## Съёмочная группа
- Автор сценария: А. Камышова
- Режиссёр: А. Александров
- Оператор: А. Демидов

Фильм снят на киностудии «Аллюр Три Креста».
В 2007 году в интервью Ренате Литвиновой для программы «Детали» Охлобыстин заявил, что Александров «все съёмки провалялся пьяным» и из-за этого фильм снимался на 2 месяца дольше: «Он ни одного съёмочного дня до конца не довёл. Свёл с ума второго режиссёра, до инсульта его довёл. За него снимали осветители, я снял несколько сцен, вот, кто мимо проходил, тот и снимал».

## Награды
Лидия Смирнова за роль в фильме получила Специальную премию оргкомитета кинофестиваля Киношок в 1995 году.